# Sexmo de San Millán
El sexmo de San Millán es una división administrativa castellana de origen medieval perteneciente a la Comunidad de Ciudad y Tierra de Segovia fundada durante las repoblaciones de Alfonso VI en el siglo XII. Está presidida por el municipio de Valverde del Majano y su nombre provine del homónimo barrio segoviano.
Los sexmos son una división administrativa que, en un principio, equivalían a la sexta parte de un territorio determinado, generalmente comprendían una parte del término rural dependiente de una ciudad.

## Comunidad de Ciudad y Tierra de Segovia
La Comunidad de Ciudad y Tierra de Segovia se divide en 10 sexmos, aunque en un principio fueron seis. De los sexmos que pertenecen a la Comunidad de Ciudad y Tierra de Segovia ocho se encuadran dentro de la actual provincia de Segovia y dos en la provincia de Madrid. Estos sexmos son:
- San Lorenzo
- Santa Eulalia
- San Millán
- la Trinidad
- San Martín
- Cabezas
- el Espinar
- Posaderas
- Lozoya
- Casarrubios

Anteriormente también formaron parte los de:
- Tajuña
- Manzanares
- Valdemoro

## Localidades del sexmo de San Millán
El sexmo de la San Millán, parte de las Comunidades Segovianas, está encabezado por la localidad de Valverde del Majano y además está constituido en 4 cuadrillas y un monte por los siguientes pueblos:

### Cuadrilla de Valverde
- Valverde del Majano

- Anaya
- Garcillán
- Martín Miguel
- Juarros de Riomoros
- Abades

### Cuadrilla de Maderón
- Madrona
- Torredondo
- Perogordo
- Fuentemilanos
- Valdeprados

### Cuadrilla de La Losa
- La Losa
- Ortigosa del Monte

### Cuadrilla de Montoria
- Hontoria
- Revenga
- Palazuelos de Eresma

### Monte de Riofrío
- Navas de Riofrío